# Berbérati
Berbérati é a terceira maior cidade da República Centro-Africana com uma população de 76.918 habitantes. É a capital da prefeitura de Mambéré-Kadéï. A cidade está localizada no sudoeste do país perto da fronteira com Camarões. Sua população calculada em 2012 era de 105.155 habitantes. Possui uma área de 67 km² e uma altitude média de 589 metros.